# زيت فول سوداني
زيت الفول السوداني يُعرف أيضاً بزيت الفستق السوداني أو زيت الأراكيس، هو زيت نباتي ذو طعم خفيف. يأتي هذا الزيت من الفول السوداني. تتوفر أنواع من الزيت ذات طعم فول سوداني قوي ورائحة تشبه رائحة زيت السمسم.
عادة ما يُستخدم هذا الزيت في الأطباق الأمريكية، والصينية، والجنوب آسيوية، والجنوب شرق آسيوية لأغراض الطهي بشكل عام ولإكساب الطعام نكهة، ولكن لإضافة نكهة يُستخدم زيت الفول السوداني المحمص.

## التاريخ
عندما حدث نقص في زيت الحوت في أمريكا في زمن الكونفيدرالية، ظهر زيت الفول السوداني وذلك في وقت الحرب الأهلية الأمريكية. وزاد استخدام هذا الزيت في الولايات المتحدة أثناء الحرب العالمية الثانية وذلك بسبب نقص أنواع الزيوت الأخرى في وقت الحرب.